# جیکوب اندرسن مینشال
جیکوب اندرسن مینشال (انگلیسی: Jacob Anderson-Minshall؛ زادهٔ ۱۴ سپتامبر ۱۹۶۷) یک رمان‌نویس اهل ایالات متحده آمریکا است.